# Superorganism
Superorganism est un groupe d'indie pop britannique, originaire de Londres en 2017.

## Biographie
En 2015, la jeune Orono et Harry tissent une amitié avant de former le groupe Superorganism.
Ils vivent tous les huit dans une maison à Londres où ils écrivent leurs chansons. Cependant, ils viennent de pays différents: Orono vient du Japon, Harry de l'Angleterre, certains d'Australie ou de Nouvelle-Zélande.
Après avoir découvert que Noguchi savait chanter (postant régulièrement des reprises sur SoundCloud), le groupe envoie un message à Noguchi, lui demandant de participer à une démo comprenant paroles et chants. La démo devient le premier single des Superorganism, Something For Your M.I.N.D., qui sera plus tard compris dans la bande son du jeu vidéo FIFA 18.
Après avoir été diplômée du John Bapst Memorial High School en juin, Noguchi, à cette période âgée de 17 ans, emménage à Londres. Même si Ruby et B sont les choristes, ils sont capables de jouer d'un instrument. Par exemple, Ruby peut jouer d'un instrument à cordes, et Robert Strange est le superviseur graphique du groupe.
Le huitième membre, le choriste sud-coréen Soul, est le seul vivant en dehors, à Sydney, en Australie.
En juin 2018, Superorganism reprend Phakchi no Uta (パクチーの唄) d'Utada Hikaru en soutien à son premier album Hatsukoi (2018).

## Discographie

### Albums studio
- 2018 : Superorganism (Domino Records)
- 2022 : World Wide Pop (Domino Records)